# Condado de Clay (Missouri)
O Condado de Clay é um dos 114 condados do estado americano de Missouri. A sede do condado é Liberty, e sua maior cidade é Liberty. O condado possui uma área de 1 059 km² (dos quais 32 km² estão cobertos por água), uma população de 197 588 habitantes, e uma densidade populacional de 186,6 hab/km² (segundo o censo nacional de 2000). O condado foi fundado em 1822.
Foi o condado onde nasceu Jesse James.